# Отто II (герцог Баварії)
Отто II Блискучий (*Otto II. der Erlauchte, 7 квітня 1206 — 29 листопада 1253) — пфальцграф Рейнський з 1227 року, герцог Баварії з 1231 року. Деякі дослідники продовжують нумерацію від перших Баварських герцогів, позначаючи цього Оттона номер «IV», звідси виникає деяка плутанина.
По материнський лінії був нащадком Великих князів Київських. Праправнук Великого князя Київського Мстислава Великого.

## Біографія

### Молоді роки
Походив з династії Віттельсбахів. Син Людвіга I, герцога Баварії, та Людмили з династії Пржемисловичів (доньки Бедржиха, князя Чехії). народився у 1206 році у замку Келгайм. У 1222 році у Вормсі одружився з молодшою сестрою Генріха VI, пфальцграфа Рейнського. Згодом імператор Фрідріх II Гогенштауфен викупив у маркграфа Германа V, маркграфа Баденського, що одружився зі старшою з сестер Генріха VI, права на її частину спадщини. У 1227 році Оттона було оголошено повнолітнім та висвячено на лицаря.
1228 року в Штраубінгу за присутності світських та церковних князів та короля Генріха він отримав в володіння пфальцграфство Рейнське (частки батька, дружини та передані права від Фрідріха II). Своєю резиденцією Отто обрав місто Гейдельберг.

### Правління
У 1231 році, після смерті батька, Оттон успадкував герцогство Баварське. У тому ж році він переніс резиденцію з Келгайму до Ландсгуту. З самого початку вступив у конфлікт з баварськими єпископами, чию світську владу спробував обмежити. Водночас він вступив у конфлікт з Австрією та родом Андекс, що володіли Істрією та значними маєтностями в південній Німеччині. Проти герцога також виступив Генріх II, єпископ Вормсу. У відповідь Отто II захопив область Некаррау, яка належала Вормсу. У 1233 році завдав поразки австрійцям, окупувавши Верхню Австрію. В свою чергу проти Баварії виступив король Генріх, який намагався відокремитися від батька імператора Фрідріха II. баварський герцог зберіг вірність останньому, проте не міг пручатися численним ворогам. він змушений в якості заручника віддати королю Генріху свого сина Людвіга. Проте невдовзі того звільнили на вимогу імператора.
У 1234 році розпочалася війна Отто II проти єпископів Зальцбургу, Регенсбургу, Аугсбургу, Тельца, Гогенбургу та Фрейзінґу щодо світських та феодальних прав герцога Баварії. Останніх підтримав король Генріх. У 1235 році Отто II зустрівся з королем в Гейдельберзі, де мав намір обговорити шляхи примирення. Втім баварського герцога було схоплено й відправлено до Апулії (Італія).
Тут швидко отримав свободу та приєднався до війська Фрідріха II, який збирався походом до Німеччини задля придушення повстання і змов князів. У 1236 році Отто II брав участь у поході імператорського війська проти герцогства австрійського, був присутнім при захоплені Відня.
Після цього повернувся до Баварії, де знову розпочав політику щодо зміцнення влади. При цьому залишався вірним імператору. У 1241 році разом з іншими князями імперії вів перемовини щодо організації оборони від монгольської навали  Бату-хана, що загрожувала Європі. У 1242 році після смерті графа Адальберта IV фон Богена приєднав його значні володіння. Також додав символ Богенів до гербу Віттельсбахів — біло-блакитні смуги.
У 1245 році почалися заворушення в пфальцграфстві Рейнському, які підтримав Конрад I, бургграф Нюрнбергу. З цього моменту починаються сутички з останнім, що тривали час від часу, змінюючись позовами до імперського суду. 1246 року після смерті Фрідріха II, герцога Австрії, Отто II разом з Вацлавом I, королем Богемії, висунув претензії щодо Австрійської спадщини.
1246 року видав свою дочку Єлизавету за сина Фрідріха, короля Конрада IV, і був його вірним помічником  в боротьбі з королем Генріхом Распе у 1246—1247 роках. У 1247 році викупив графство Вассербург, а у 1248 році — Ортенбург.
З 1247 року допомагав Конраду IV у боротьбі з новим антикоролем Вільгельмом Голландським, за що був відлучений від церкви папою римським Іннокентієм IV, а країна  піддалася інтердикту. Коли Конрад IV в 1251 році рушив до Італії, він призначив Оттона II регентом Німеччини. Проте він нічого не міг зробити проти дій Вільгельма Голландського, за ініціативою якого у 1252 році у роду Гогенштауфенів було відібрано усі феодальні володіння.
З цього моменту Оттон II зосередився на збереженні під владою Віттельсбахів пфальграфства Рейнського і герцогства Баварського, а також розширення власних маєтностей. Наприкінці життя зумів замиритися з католицькими прелатами задля зняття інтердикту. Помер у 1253 році в Ландсгуті. Втім лише у 1265 році його тіло було поховано за християнським звичаєм в Шейєрнському абатстві. Баварію було розділено між синами Генріхом та Людвігом на герцогства Нижня та Верхня Баварія відповідно.

## Родина
Дружина — Агнес, донька Генріха V, пфальцграфа Рейнського.
Діти:
- Генріх (1235—1290), герцог Нижньої Баварії
- Людвіг (1229—1294), герцог Верхньої Баварії
- Єлизавета (1227—1273), дружина 1) Конрада IV, короля Німеччини; 2) Мейнхарда II, герцога Каринтії
- Софія (1236—1289), дружина Герхарда IV, графа Зульцбаха
- Агнес (1240—1306), черниця монастиря Зелігенталь (неподалік від Регенсбурга).

## Родовід
Отто II веде свій родовід, в тому числі, й від Великих князів Київських Володимира Мономаха та Мстислава Великого.